# Burra (Shetland)
Burra (nórdico antiguo: Barrey ) es el nombre colectivo de dos de las islas Shetland, Burra Occidental (población 753) y Burra Oriental (población 66), que están conectadas por un puente entre sí y con Mainland (Shetland) a través de Trondra.

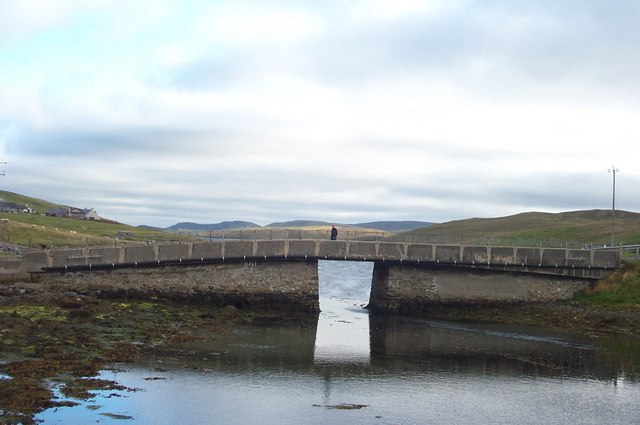
El puente que une East y West Burra

Además, Burra era una antigua parroquia civil que incluía islas adicionales más pequeñas como South Havra, Little Havra, Papa y la isla mareal West Head of Papa. La parroquia civil de Burra se fusionó con la parroquia civil de Lerwick, junto con Quarff y Gulberwick, en 1891. Sigue existiendo como parroquia Quoad sacra de la Iglesia de Escocia.
La forma utilizada en la saga Orkneyinga es "Barrey". La Collins Encyclopedia of Scotland sugiere que el nombre es una corrupción de Borgarey, que significa "isla del broch". El nombre del lugar Brough, en West Burra, respalda en cierta medida este caso y es posible que una loma cercana haya sido un broch del que se extrajeron piedras para construir el muelle de Scalloway.